# Euspinolia militaris

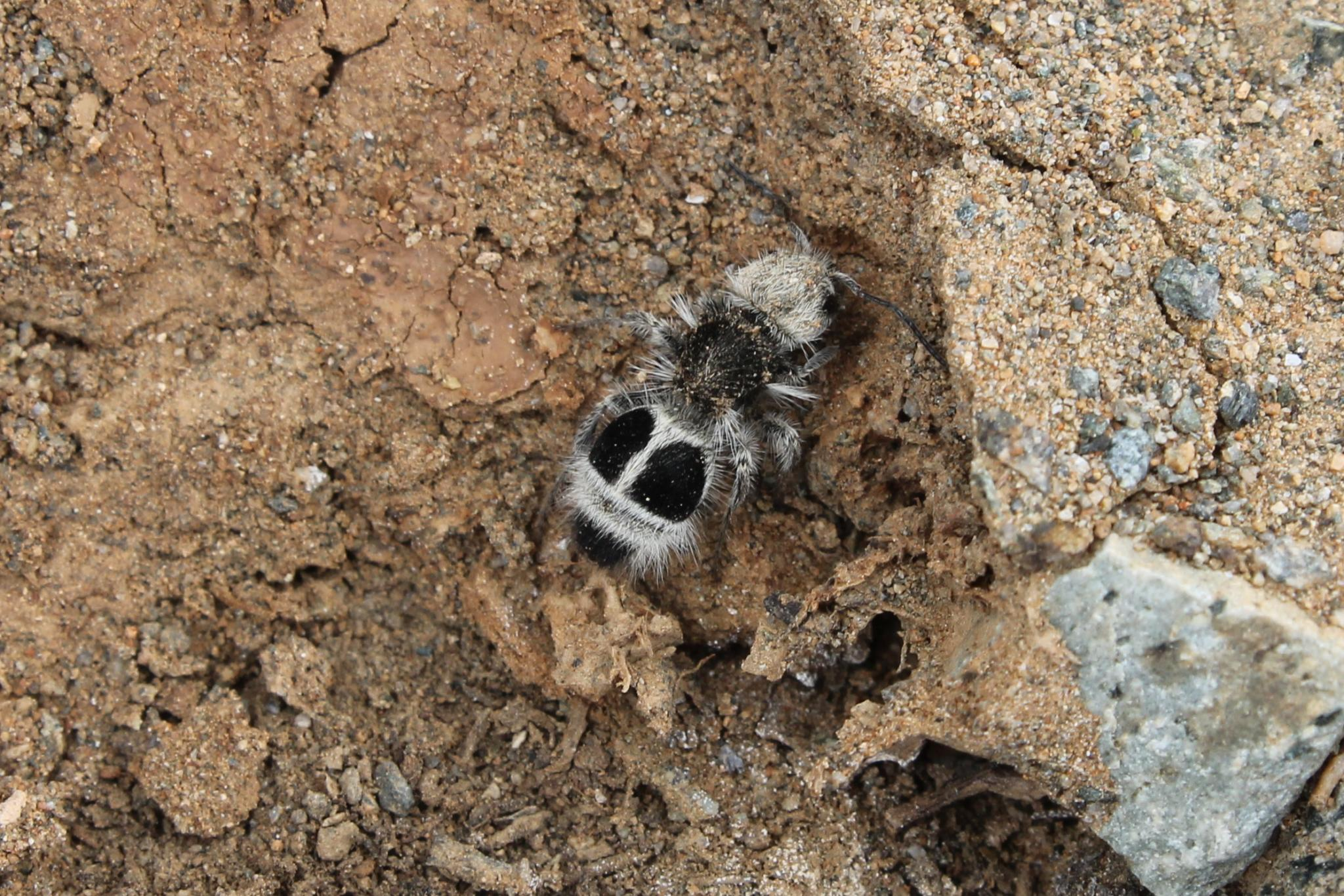
Weibchen, Draufsicht

Euspinolia militaris (umgangssprachlich auch Panda-Ameise) ist ein in Nord-, Mittel- und Südamerika vorkommender Vertreter der Hautflügler (Hymenoptera) aus der Familie der Ameisenwespen (Mutillidae).

## Merkmale
Euspinolia militaris erreicht eine Körperlänge von bis zu acht Millimetern. Abdomen und Thorax zeigen ein schwarz und weiß gefärbtes Muster mit einer dünnen Behaarung. Über die Rückenmitte verläuft ein schmaler weißer Längsstreifen. Der Kopf ist weiß, die Augen schwarz. Die Imagines ähneln im Körperbau und im Verhalten einer Ameise sowie in der Färbung einem Großen Pandabären (Ailuropoda melanoleuca), weshalb sie zuweilen als Panda-Ameise sowie im englischen Sprachgebrauch als Panda Ant bezeichnet werden. Zur Familie der Ameisen (Formicidae) gehört die Art jedoch nicht. Die Fühler sowie die mit kurzen Dornen besetzten Beine sind schwarz. Zwischen den Geschlechtern besteht ein deutlicher Sexualdimorphismus. Die ungeflügelten Weibchen sind mit einem Wehrstachel sowie mit Giftdrüsen ausgestattet. Die Männchen haben schmale, transparente Flügel und sind deutlich größer als die Weibchen.

## Verbreitung und Vorkommen
Die Art kommt in Chile, Argentinien, Teilen Mexikos sowie im Südwesten der USA vor. Sie besiedelt bevorzugt trockene, sandige Flächen.

## Lebensweise
Die überwiegend nachtaktiven Männchen sowie die tagaktiven Weibchen ernähren sich von Blütennektar. Die Weibchen können bis zu 2000 Eier pro Jahr produzieren und legen diese einzeln, bevorzugt unter der Erdoberfläche an die Puppen anderer Insekten. Die Larven ernähren sich nach dem Schlüpfen parasitisch von diesen Wirten. Die flugunfähigen Weibchen setzen ihren mit starkem Gift versehenen Stachel zur Verteidigung gegen Feinde, zuweilen selbst gegen große Weidetiere ein. Ein Stich ist auch für den Menschen sehr schmerzhaft. Der im englischen Sprachgebrauch zuweilen verwendete Trivialname Cow killer (Kuh-Töter) ist allerdings stark übertrieben.